# آژیر کاذب (فیلم ۱۹۳۶)
آژیر کاذب (انگلیسی: False Alarms) فیلمی در ژانر کمدی است که در سال ۱۹۳۶ منتشر شد. از بازیگران آن می‌توان به مو هاوارد و لری فاین اشاره کرد.